# موسقان
مُسقان، روستایی از توابع بخش ارژن شهرستان شیراز در استان فارس ایران است.

این روستا در دهستان کوهمره سرخی قرار دارد و براساس سرشماری مرکز آمار ایران در سال ۱۳۸۵، جمعیت آن ۸۹۷ نفر (۱۸۶خانوار) بوده‌است.
```
صفحه اینستاگرام رسمی روستای مسقانvillage.mosghan@
```